# Dhinnolhu Finolhu
Dhinnolhu Finolhu (ou Dhinnolhufinolhu) est une petite île inhabitée des Maldives.

## Géographie
Dhinnolhufinolhu  est située dans le centre des Maldives, au Nord-Ouest de l'atoll Ari, dans la subdivision de Alif Alif. 